# Serviço de Atendimento Médico de Urgência

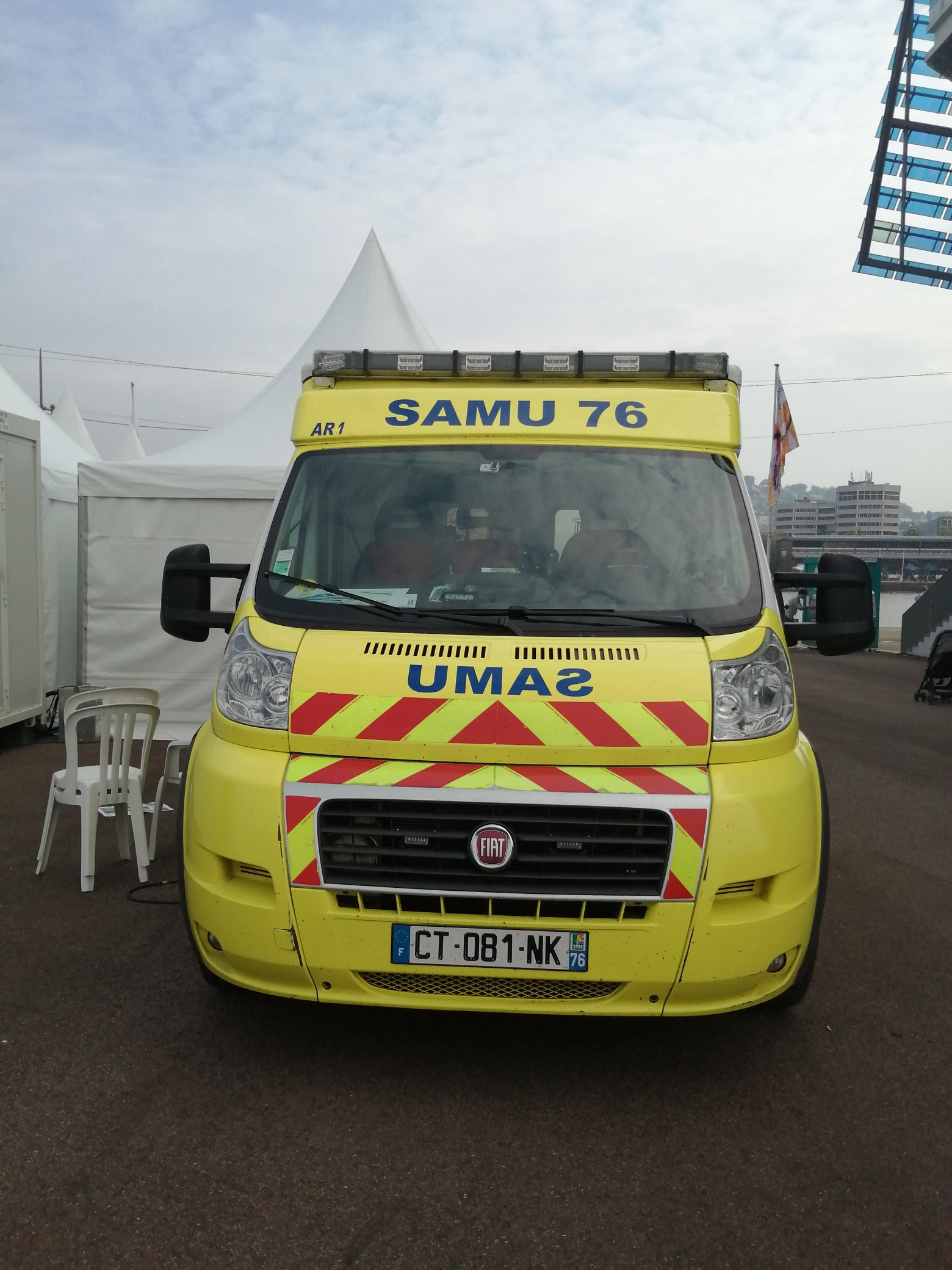
Vehículo Rouen samu, vista frontal (França).

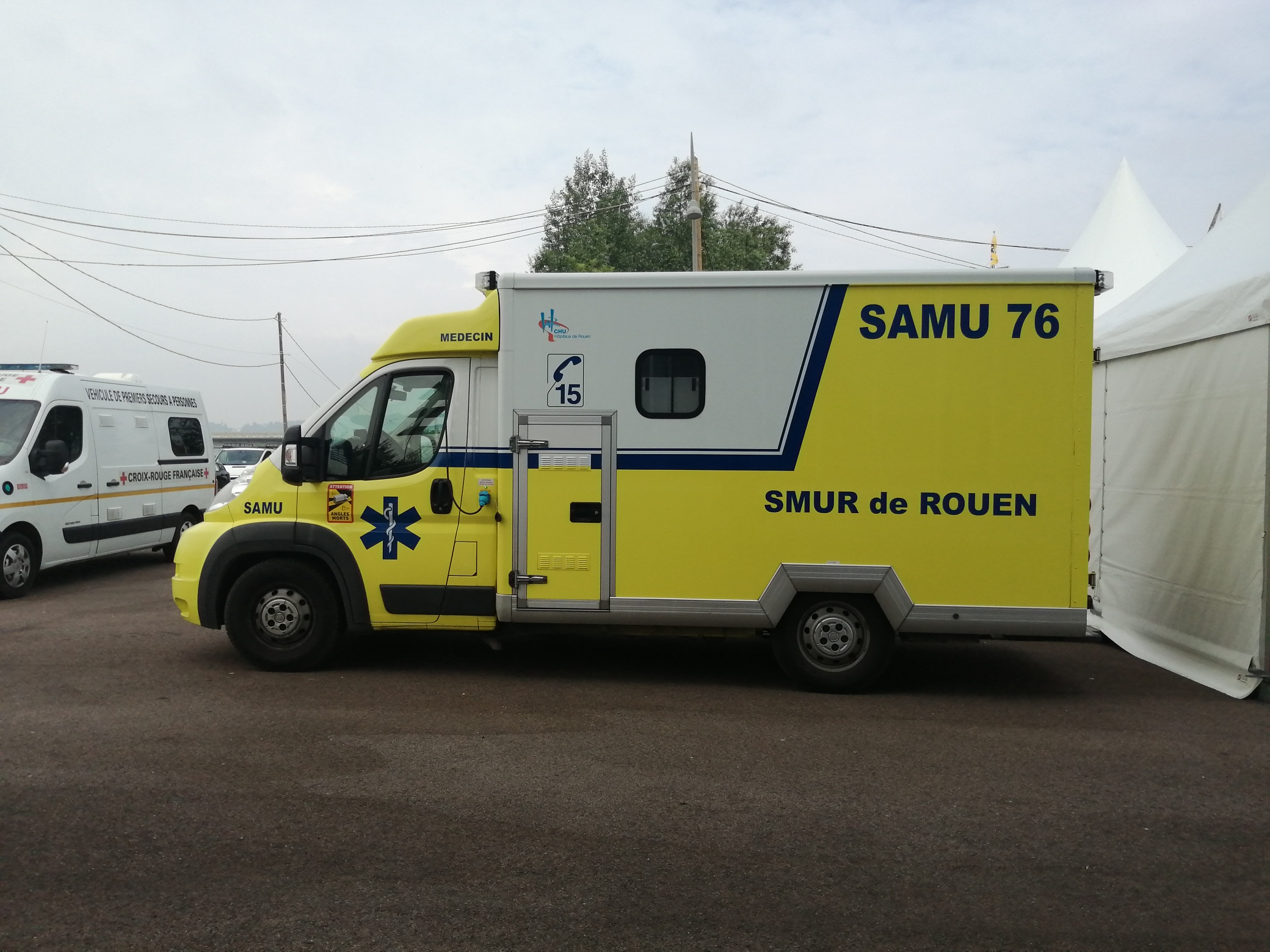
Vehículo Rouen samu, vista lateral (França).

O Serviço de Atendimento Médico de Urgência (em francês: Service d'Aide Médicale Urgente) é um serviço francês de pronto atendimento, que socorre vítimas de acidentes ou outras enfermidades, conduzindo-as rapidamente a uma unidade de saúde. Atualmente vários países dispõem de serviços similares ao SAMU francês.